# Сретенович, Горан
Горан Сретенович (серб. Горан Сретеновић; 9 декабря 1968) — югославский футболист, ныне тренер. В российских источниках указывается неверное написание Стретенович.

## Карьера

### Клубная
В 1990-е годы играл за «Явор», «Раднички» из Ниша, «Обилич» и «Милиционар». С 1997 по 2000 год выступал за Раднички из Крагуеваца. 7 июля 2000 года вместе с другими югославскими игроками, среди которых были Предраг Алемпиевич, Драшко Милекич, Срдан Савичевич и Ненад Чиркович был заявлен за российский «Уралан» на правах аренды до конца года. Однако Сретенович залечивал небольшую травму. Дебютировал 13 августа в домашнем матче 21-го тура против московского «Динамо». 3 ноября в выездном матче 29-го тура против московского «Локомотива» пропустил 9 мячей. Всего за клуб провёл 4 матча, в которых пропустил 18 мячей. После вылета «Уралана» из высшего дивизиона покинул Россию. Карьеру завершал в «Радничках».

### Тренерская
Тренерскую карьеру начал в 2003 году, руководя вратарями в крагуевацком клубе «Раднички». В 2013 году работал юниорской сборной Сербии (до 17). Далее готовил вратарей в Сербия (19). В 2015 году тренировал вратарей в сборной до 16 лет. В мае 2016 года под руководством Илии Столицы работал тренером вратарей на юношеском чемпионате Европы (до 17 лет) в Азербайджане.